# Spathantheum fallax
Spathantheum fallax är en kallaväxtart som beskrevs av Hett., Ibisch och Eduardo G. Gonçalves. Spathantheum fallax ingår i släktet Spathantheum och familjen kallaväxter.
Artens utbredningsområde är Bolivia. Inga underarter finns listade.